# Canuleius grandis
Canuleius grandis är en insektsart som beskrevs av Salvador de Toledo Piza Júnior 1936. Canuleius grandis ingår i släktet Canuleius och familjen Heteronemiidae. Inga underarter finns listade.